# Route nationale 480
Pour les articles homonymes, voir Route 480.
La route nationale 480, ou RN 480, est une ancienne route nationale française reliant Diou à Lapalisse.

## Histoire
À sa création en 1933, la route est définie « de Bourbon-Lancy à Lapalisse », la section de Bourbon-Lancy au pont sur la Loire étant assurée par la route nationale 79.
Après les déclassements de 1972, elle est devenue RD 480 sur une majeure partie de son tracé.
Au début de l'année 2010, un contournement de Lapalisse par l'ouest a été créé. Cette route dessert la zone d'activités des Rosières. La route débouche sur le carrefour giratoire avec la RN 7 (directions Moulins, Varennes-sur-Allier, Périgny ; Saint-Étienne, Roanne), la RD 707 (RN 7 traversant Lapalisse) et la RD 907 (direction Vichy). La RD 480 est désormais interdite aux poids-lourds en transit de plus de 7,5 tonnes.

## Exploitation
L'actuelle route départementale 480 est gérée par le conseil départemental de l'Allier.

## Tracé
La route nationale 480 se détachait de la route nationale 79 peu avant Gilly-sur-Loire et franchit la Loire par le pont routier de Diou. Après Dompierre-sur-Besbre, la route remonte la vallée de la Besbre et se termine sur la route nationale 7 à Lapalisse.
Les communes et lieux-dits traversés sont :
- Diou (km 0) ;
- Dompierre-sur-Besbre (km 7) ;
- Les Gauffroux, commune de Dompierre-sur-Besbre ;
- Saint-Pourçain-sur-Besbre ;
- Vaumas ;
- Jaligny-sur-Besbre (km 25) ;
- Floret, commune de Trézelles ;
- La Brosse, commune de Servilly ;
- Lapalisse (km 41).

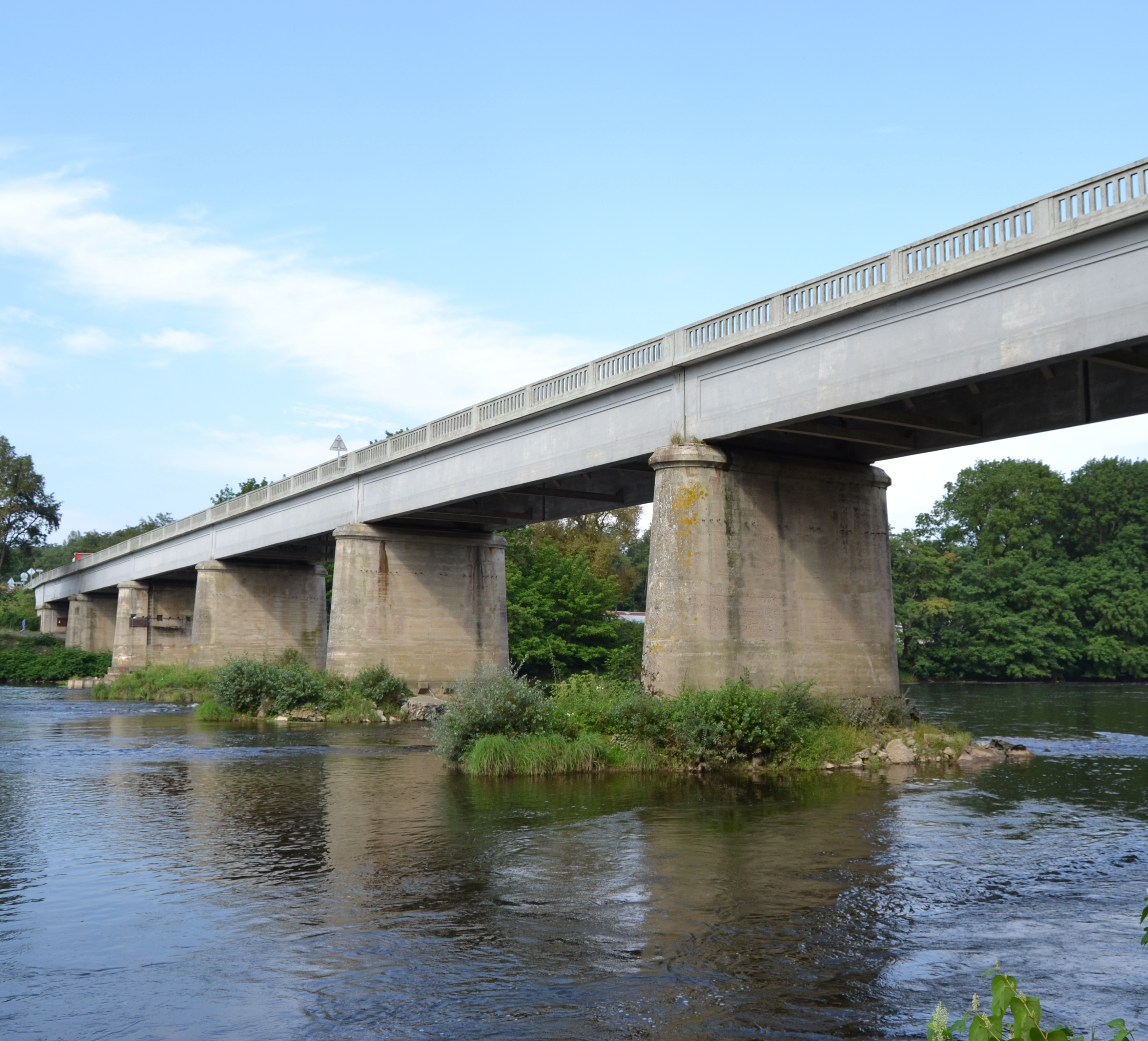
Pont routier de Diou.
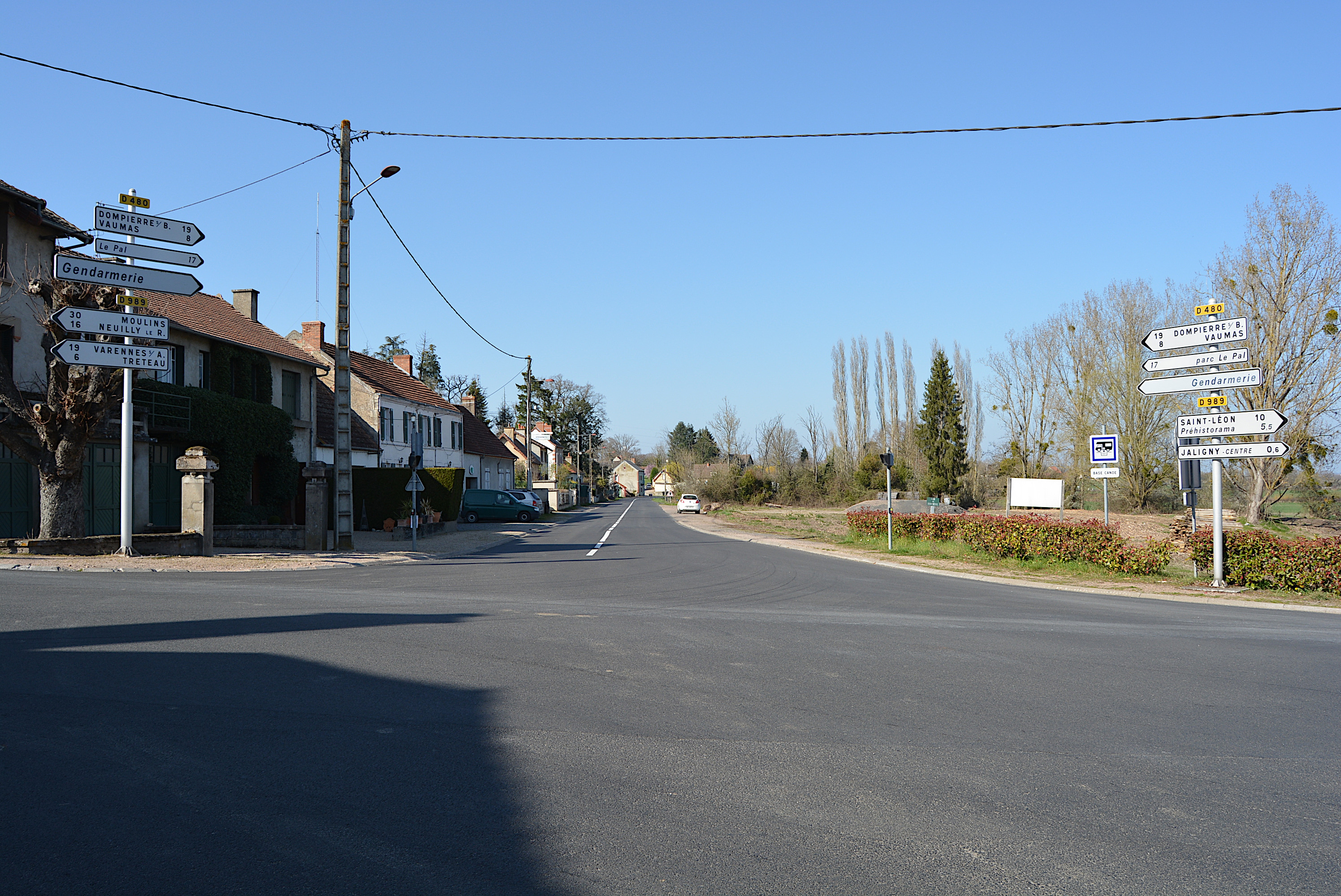
La D 480 en direction de Dompierre-sur-Besbre, à Jaligny-sur-Besbre.
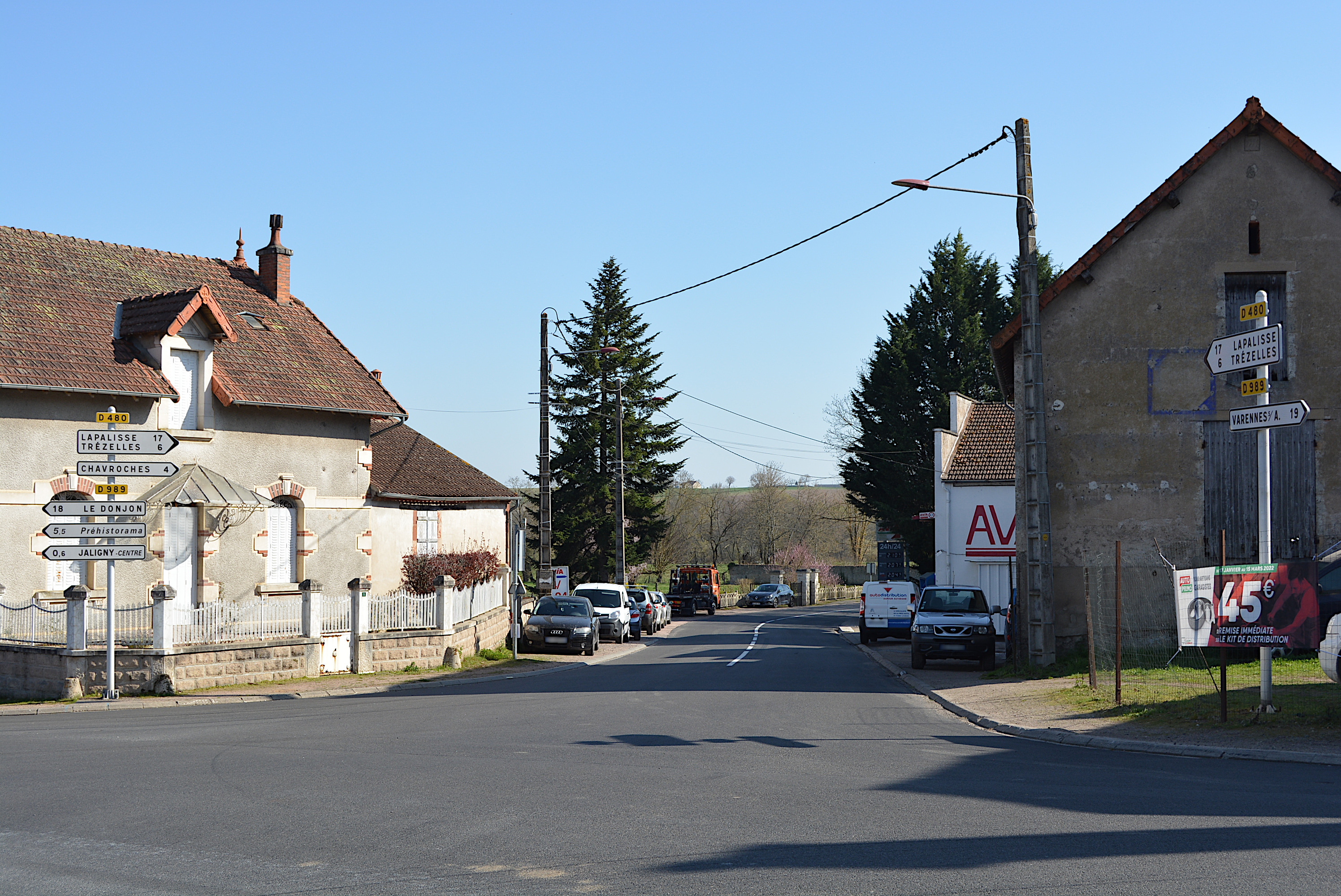
La D 480 en direction de Lapalisse, à Jaligny-sur-Besbre.

## Sites remarquables
- Vallée de la Besbre
- Le Pal, parc d'attractions et animalier, à Saint-Pourçain-sur-Besbre
- Jaligny-sur-Besbre, capitale de la dinde
- Lapalisse et son château